# 雨久花
雨久花（学名：Monochoria korsakowii）是一种雨久花科植物。主要生长在浅水池、水塘、沟边或沼泽地中。这种植物分布于中国黑龙江、吉林、辽宁、内蒙古、河北、河南、山东、山西、陕西、江苏、安徽、浙江、江西、湖北、湖南等省区。此外，朝鲜、俄罗斯、日本也有。